# Youcef Khatib
Pour les articles homonymes, voir Khatib.
Youcef Khatib, connu sous le nom de guerre de Si Hassan, né le 19 novembre 1932 à Orléansville (aujourd'hui Chlef) et mort le 26 octobre 2023 à Alger, est un médecin, militant nationaliste algérien et combattant de la guerre d'indépendance. Il dirige la Wilaya IV historique d'août 1961 jusqu'à l'indépendance de l'Algérie en 1962.

## Biographie

### Enfance
Youcef Khatib naît  le 19 novembre 1932 à Orléansville (aujourd'hui Chlef), rue de la République. Il fréquente la prestigieuse école Lallemand avant d'intégrer le collège d'Orléansville. Il pratique le football au sein du Groupement sportif orléansvillois, club réputé.
Youcef Khatib rejoint ensuite Alger pour y suivre des études de médecine. Il interrompt toutefois ses études afin de prendre le maquis dans le contexte du début de la Guerre d'Algérie. 

### Guerre d'Algérie
Youcef Khatib dirige la Wilaya IV historique de 1961 à 1962. Il rejoint l'Armée de libération nationale (ALN) en 1956, à la suite de la grève des étudiants décidée par le Front de libération nationale (FLN). Si Hassan a accompli toute sa carrière au sein de l'ALN à l'intérieur du pays. Il a passé six années dans les maquis, faisant le coup de feu, échappant à la mort à de très nombreuses occasions. Blessé plusieurs fois, il en a gardé quelques séquelles, dont la plus visible à l'oreille droite. 
Youcef Khatib a travaillé d'abord dans le service de santé de la Wilaya IV, dans la région de Chlef, ex-Orléansville, sa ville natale et principale agglomération de la riche plaine du Cheliff. Il est responsable d'une infirmerie militaire. Des maquis importants entouraient la plaine, dans l'Ouarsenis au Sud et le Dahra au Nord. Dans cette période très dure, il a côtoyé les premiers médecins avec lesquels il a mis sur pied le service de santé de la Wilaya IV historique, dont il devait, plus tard, prendre le commandement. Devenu commandant, membre du conseil de wilaya, il se lie d'amitié avec Djilali Bounaâma, dont il assure la succession.

### Dans l'Algérie indépendante
Après l'indépendance, Youcef Khatib reprend ses études de médecine - qu'il avait interrompues au cours de la guerre d'indépendance - jusqu'à décrocher son diplôme de médecin et se spécialiser en chirurgie. Youcef Khatib préside en 1994, la Conférence nationale durant la guerre civile algérienne.
Au cours de l'élection présidentielle de 1999, Youcef Khatib, critique d'Abdelaziz Bouteflika, se présente comme candidat mais finit par se désister juste avant le scrutin. Il préside l’association Mémoire de la Wilaya IV.

### Famille
Youcef Khatib est le cousin d'Abdelkrim El Khatib, médecin et homme politique marocain d'origine algérienne.

### Mort
Youcef Khatib est mort le 26 octobre 2023 à Alger et est inhumé au cimetière d'El Alia,.